# Eparchia delle Filippine e Vietnam
L'eparchia delle Filippine e Vietnam (in russo Филиппинско-Вьетнамская епархия?) è un'eparchia della Chiesa ortodossa russa che comprende le parrocchie ortodosse russe nelle Filippine e in Vietnam. Fa parte dell'esarcato patriarcale del sud-est asiatico.
Dal 30 agosto 2019 l'eparca è Pavel Fokin.

## Storia
L'eparchia è stata eretta dal Santo Sinodo della Chiesa ortodossa russa il 26 febbraio 2019. Il prelato responsabile ha il titolo di "eparca di Manila e Hanoi".
Il 22 febbraio 2020 l'eparchia è stata suddivisa in cinque decanati: Manila, Davao, General Santos, Vietnam e Davao del Sur. 
Il 13 ottobre 2022 il Santo Sinodo ha approvato gli statuti dell'eparchia.